# Протохронизм
Протохронизм (рум. protocronismul, от др.-греч. πρώτος + χρονος, «впервые во времени») — в Румынии термин, означающий тенденцию к идеализации истории страны, в значительной степени основанной на сомнительных данных и субъективной интерпретации. Протохронизм был особенно распространён в период существования Социалистической Республики Румыния, особенно в период правления Николае Чаушеску, однако его истоки в румынской науке насчитывают более века.
Термин относится к превознесению дакийских и более ранних корней румын. Это явление также негативно называют «дакоманией» (англ. dacomania), реже «фракоманией» (англ. thracomany), в то время как его сторонники предпочитают термин «дакология» (англ. dacology). Протохронизмом первоначально называлось представление о первичности румынской культуры. В англоязычной литературе также используются термины dacianism (букв. «дакийство», «дакианство», «дакианизм») или dacopathy (букв. «дакопатия»).

## Общая характеристика

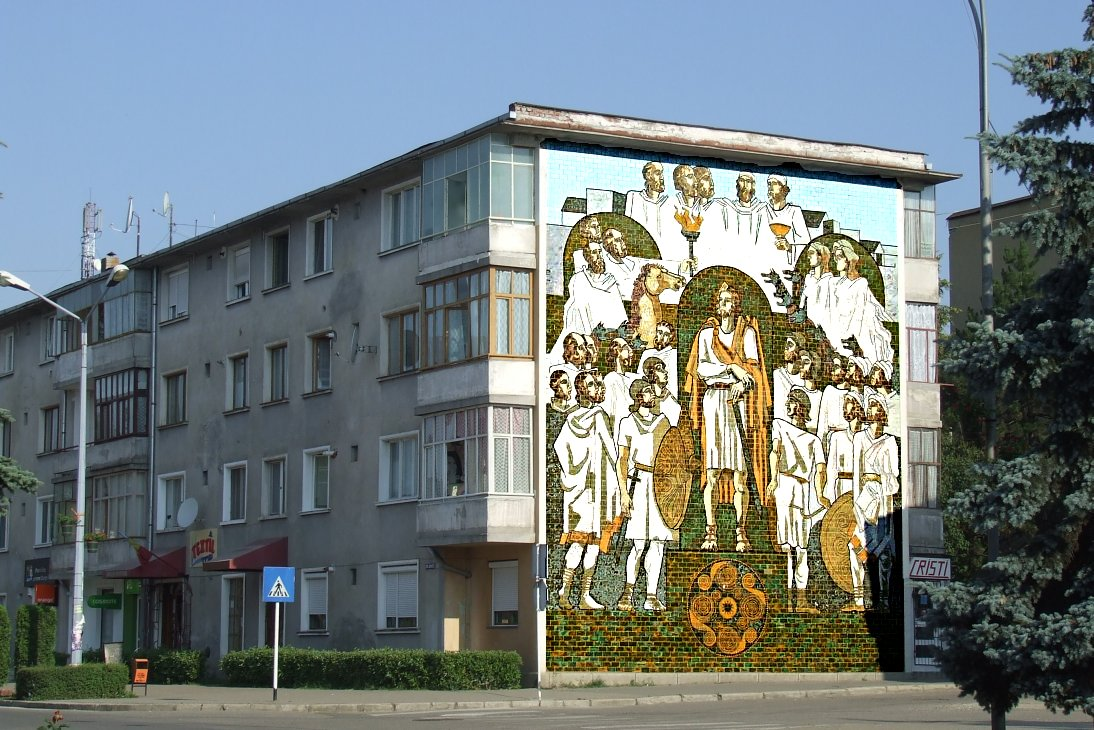
Мурал на многоквартирном жилом доме в городе Орэштие, посвящённый цивилизации даков

На примере нескольких вариаций идеологии румынского национализма под термином «протохронизм» в общем случае подразумевается описания неких уникальных качеств, присущих народу даков и дакийской цивилизации. Сторонники этого течения обычно пытаются доказать значительную роль цивилизации даков в истории Древнего мира или даже убедить других, что даки представляли собой более развитую по сравнению с другими цивилизацию (особый акцент в данном случае делается на Древний Рим, основателями которого якобы были потомки даков). Протохронисты иногда истолковывают Тэртерийские таблички с пиктографическими знаками как доказательство не только зарождения письменности именно на территории, где жили дакийские племена, но и того факта, что дакский язык просуществовал как минимум до Средних веков.
В качестве дополнительного (но не универсального) признака выделяются утверждения о некоем сходстве монотеистической религии даков (поклонении Залмоксису) и христианства. Согласно одному из сказаний, которое зафиксировал Ипполит Римский, апостол Андрей Первозванный проповедовал христианство в землях, известных под названием Скифия: согласно одной версии, под этими землями мог подразумеваться Крымский полуостров, согласно другой — Малая Скифия, где проживали племена даков и гетов (часть современной Румынии). Вторая версия получила широкое распространение в румынских учебниках истории.

## Развитие идеологии

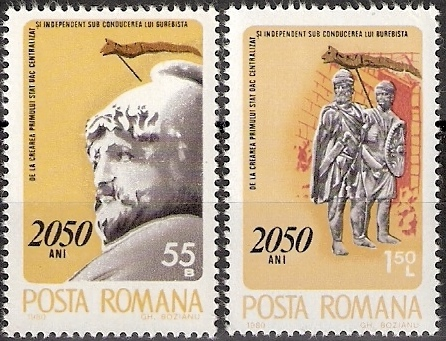
Марка Социалистической Республики Румыния 1980 года с надписью «2050 лет со дня создания первого централизованного и независимого дакского государства под руководством Буребисты»

Корни протохронизма, по мнению Кэтрин Вердери, могут лежать в некоем «комплексе неполноценности», представленном в румынском национализме. Подобный комплекс мог быть выражен в работах и трудах, в которых не было никаких прямых упоминаний подобной идеологии, но в которых всячески отрицались и осуждались тезисы об использовании Римом территорий современной Румынии для строительства колоний, об отсутствии каких-либо привилегий и прав у территорий и о доминирующем влиянии латинской культуры, последствием которого стало исчезновение дакийской культуры.
Предположительно, появление идеологии протохронизма может быть датировано 1870-ми годами и связано с публикациями трудов историка и писателя Богдана Петричейку Хадшеу, который активно дискутировал с консервативным литературным обществом Junimea. В своём труде Etymologicum magnum Romaniae он отстаивал утверждения, что многие из императоров Рима родились на землях даков (эту же точку зрения спустя век излагал излагал Иосиф Константин Дрэган) и что правители средневековых Валахии и Молдавии были потомками касты древних даков, основателем которой был вождь Буребиста. До Первой мировой войны похожие взгляды разделяли археолог-любитель Цезарь Боллиак, археолог и историк Теохарь Антонеску и фольклорист Николае Денуншяну. Последний известен как автор труда «Dacia Preistorică» (Доисторическая Дакия), в котором выступал в поддержку теории о Дакии как о центре доисторической Европы и прародине румын, приписывая к дакам даже болгарскую династию Асеней и считая лидера крестьянского восстания Хорю потомком даков.
После Первой мировой войны усилилась пропаганда как геополитической идеи Великой Румынии, так и идеологии протохронизма. Эту пропаганду использовала в своих целях Железная гвардия, пытаясь провести параллели между своими идеями и культом Залмоксиса. Философ Мирча Элиаде, который интересовался культом Залмоксиса, проводил некоторые параллели между его культом и христианством, а его взгляды на историю даков и рассмотрение романизации в качестве ограниченно распространявшегося феномена часто трактуются сторонниками протохронизма как аргумент в пользу их собственной правоты. В то же время имели место исследования дакийской культуры, не имевшие отношения к политике: ими руководил румынский археолог Василе Пырван, который проводил раскопки дакийских стоянок, прежде игнорировавшихся археологами.
В 1974 году Эдгар Папу опубликовал статью «Румынский протохронизм» (рум. Protocronismul românesc) в журнале «Secolul 20», заявив о том, что румынам принадлежит первенство в ряде открытий и достижений европейской культуры. Эту идею приветствовали в верхах Румынской коммунистической партии, которая приветствовала тезисы не только о румынах как первопроходцах в ряде сфер, но и об отрицании иноземного влияния на развитие Румынии. После XI съезда РКП, состоявшегося в 1974 году, идеологи стали продвигать тезисы о совместимости дакианства с положениями марксизма и о том, что у даков было постоянное «неорганизованное государство». Некоторые из коммунистов даже называли даков коренным народом земель современной Румынии, который сопротивлялся «римскому империализму» (при том, что с 1950-х годов сталинисты в Румынии отстаивали тезис о близости румын к славянским народам). Сам Чаушеску стремился, прежде всего, связать все эти тезисы о дакианстве с тезисами предыдущих сторонников протохронизма.
Румынские власти также начали сотрудничать с итальянским миллионером румынского происхождения Иосифом Константином Дрэганом (в прошлом членом «Железной гвардии»), который продолжал выступать в поддержку протохронизма и после краха власти коммунистов. Критики полагают, что подобные действия были частью курса экономического национализма, который сочетал националистическую риторику и проявления недовольства в глубинке: вместе с развитием автаркии и культурной изоляцией Чаушеску учащались упоминания о дакийском прошлом. Владимир Тисмэняну называл протохронизм идеологией коммунистической партии, которая была направлена на признание первенства румын в важнейших научных и культурных открытиях, и одним из столпов режима Чаушеску.

## Заявления Наполеона Сэвеску
Несмотря на отстранение коммунистов от власти в 1989 году в результате революции, идея протохронизма всё ещё сохраняет популярность в определённых кругах. После смерти Дрэгана основным сторонником концепции дакийства стал врач из Нью-Йорка Наполеон Сэвеску, прежде издававший вместе с ним журнал Noi, Dacii (с рум. — «Мы, дакийцы») и учредивший ежегодный «Международный конгресс дакологии» (англ. International Congress of Dacology). Сэвеску отвергал теорию о происхождении румын от римлян и ассимилированных даков, утверждая, что румыны — прямые потомки даков, которые происходили от карпато-дунайских племён. Он приписывал карпато-дунайским племенам освоение Азии вплоть до Индии и Японских островов и даже заселение Америки, а также создание древнеиндийских Вед, основываясь на любительской лингвистике.
Тезисы Сэвеску были разгромлены во многих исторических журналах и многими историками, в том числе Мирчей Бабешем, Лучьяном Боей и Александрой Томицэ. Они назвали утверждения Сэвеску псевдоисторическими и анахронистскими, которые не располагают доказательной базой и потому не выдерживают никакой критики. Критически отзывались о нём и журналы Dacia и Saeculum.

## Дакские надписи

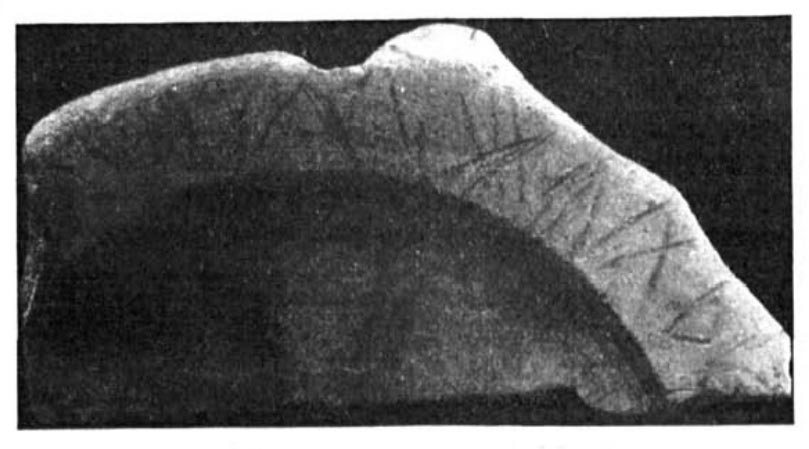
Фрагмент дакийской вазы с надписью, найденной в Пояна (Галац) жудеца Галац. Сторонники протохронизма утверждают, что надпись выполнена на «дакийском алфавите»

В дискурсе румынского протохронизма используется такой термин, как дакский или дакийский алфавит — термин, обозначающий некую систему письменности, которую якобы использовали даки ещё до завоевания Дакии Римской империей. Заявления о существовании дакийского алфавита с XIX века делали отдельные румынские националисты, но современная наука опровергает факты его существования. Так, об отсутствии письменности у даков сотрудник бухарестского Института археологии Василе Пырвана Сорин Олтяну говорил следующее:

Это хороший повод разрушить ещё один важный для фракоманов миф, а именно миф о «дакийской письменности», существовавшей с «незапамятных времён». «Дакийская письменность» — это чистая выдумка. Дело даже не в неопределённости, не в вопросе интерпретации (с какой точки зрения рассматривать) и т.д., а просто в отсутствии дакийской письменности [...] Как полагают многие исследователи, вероятно, что у даков, как и у кельтов, до какого-то момента существовало религиозное табу на письменность.
Оригинальный текст (рум.)Este un bun prilej să demontăm un alt mit drag tracomanilor, anume cel al 'scrierii dacice' si al vechimii ei 'imemorabile'. 'Scrierea dacă' este pură inventie. Nu este nici măcar vorba de incertitudini, de chestiuni de interpretare (din ce punct de vedere privim) s.a.m.d., ci pur si simplu nu există nici o scriere dacă [...] Asa cum cred multi dintre învătati, este foarte posibil ca la daci, întocmai ca si la celti până la un anumit moment, scrierea să fi fost supusă unui tabu religios.

Известно, что у древних даков в качестве основы для письменности использовались греческий и латинский алфавиты. Однако он мог появиться у даков позже, чем у фракийцев: в селе Езерово Пловдивской области Болгарии было найдено кольцо, надпись на котором была выполнена на фракийском языке с греческим алфавитом и восходила к V веку до н. э. Фрагмент вазы времён Латенской культуры, найденный в общине Пояна румынского жудеца Галац, содержит надпись, о происождении которой ведутся споры. По мнению Раду и Екатерины Вульпе, вероятно, что это была попытка написать что-то на греческом алфавите, выполненная с ошибками:

К сожалению, нет более крупного фрагмента, который позволил бы установить, выполнена ли эта надпись на латинском, греческом или, возможно, гетском языке, либо же является грубым орнаментом в виде алфавита, выполненным, вероятно, неграмотным гончаром. В любом случае этот черепок представляет большой интерес с точки зрения южного влияния на мастеров Поянской стоянки конца Латенского периода, к которому она относится. Даже если это лишь имитация авторства гетского гончара, его приблизительные познания греческого или латинского алфавита доказывают, что связи между гетами Молдавии и греко-римской цивилизацией за Дунаем были чрезвычайно тесными в канун прямой римской экспансии в Дакию.
Оригинальный текст (фр.)On ne possède malheureusement pas de plus grand fragment pour établir s'il s'agit d'une inscription en langue latine ou grecque, éventullement gète, ou plutôt d'une ornementation grossière en forme d'alphabet, oeuvre probable d'un potier illetré. Ce tesson présente dans tous les cas un grand intérêt au point de vue de l'influence méridionale sur les artisans de notre station de Poiana, à la fin de l'époque Latène, à laquelle il appartient. Même s'il ne s'agit que d'un jeu d'imitation de quelque potier gète, sa connaissance approximative des lettres grecques ou romaines prouve que les relations entre les Gètes de la Moldavie et le monde gréco-romain d'outre Danube étaient devenues extrêmement étroites à la veille de la directe expansion romaine en Dacie

К протохронистам относились многие писатели Румынии XIX века, в том числе и археолог-любитель Цезарь Болиак, который утверждал об обнаружении «дакского алфавита». Утверждения Болиака и других авторов критиковались с точки зрения археологии и лингвистики. В частности, французский лингвист Абель Овелак утверждал, что некий писатель Хыйден (рум. Hâjden), ведя большую историческую работу, постоянно пытался представить дакийские толкования географических названий, приводимые у Птолемея, Страбона и Конрада Пейтингера; он же якобы обнаружил «дакский алфавит», но Овелак сомневался в том, что этот писатель знал, к какой языковой группе или семье относится дакский язык. Г. Молдован в одном из трудов, посвящённых истории румынского языка, также отвергал теории о дакском алфавите. Некоторые выводы Болиака критиковал Александру Одобеску, который в 1871 году вместе с Хенриком Тренком обследовал Яломицкие пещеры и обнаружил там надписи, датируемые III или IV веком.
В 2002 году румынский историк Виорика Энэкьюк (рум. Viorica Enăchiuc) заявила о том, что Кодекс Рохонци, не поддававшийся расшифровке, был написан с использованием дакийского алфавита: утверждение не нашло поддержки в связи с сомнительной репутацией Энэкьюк. Критике подверглась также статья лингвиста Авроры Пецан (рум. Aurora Pețan) в издании Antiquity 2005 года, автор которой утверждала, что на свинцовых табличках из Синаи якобы были дакийские надписи. По мнению Георге Прутяну, любые утверждения о дакском языке как прародителе всех языков мира (вплоть до латыни, хинди и шумерского) представляют собой «бесплодный и параноидальный национализм», который является сутью протохронизма как явления.